# 트랜스포머 (영화)
《트랜스포머》(영어: Transformers)은 2007년에 공개된 미국의 영화이다. 트랜스포머 실사영화 시리즈의 첫 번째 영화이다.

## 줄거리
아득히 먼 옛날부터 존재해 온 거대한 금속 정육면체 '올스파크'. 올스파크는 만물을 창조하고 생명을 불어넣는 힘을 지녔고, 그로 인해 변신로봇 종족이 탄생했다. 하지만 치열한 전쟁의 여파로 그들의 고향별 사이버트론은 불모의 땅이 되어 버렸고, 올스파크는 머나먼 우주로 날아가 버렸다. 로봇들은 올스파크의 힘으로 고향을 재건하기 위해 온 우주로 흩어져 수색을 시작했다.
현재의 어느 날, 카타르에 주둔한 미군 특전사령부가 정체불명의 적에게 기습을 받고 초토화된다.
알고 보니 지구로 숨어든 디셉티콘 일당들이 활동을 시작한 것. 까마득한 세월에 걸쳐 우주를 수색한 끝에 지구에서 단서를 발견한 로봇들이 인간이 사용하는 각종 탈것과 기계 장비로 위장하여 지구에 숨어들었던 것이다. 그들이 찾는 것은 탐험가 아치발드 윗위키의 안경. 올스파크를 찾아 지구에 왔다가 북극의 얼음 속에 파묻힌 디셉티콘의 우두머리 메가트론이 알아낸 올스파크의 위치 정보가 그 안경에 새겨져 있기 때문이다. 한편 평범한 고등학생인 샘 윗위키는 자신의 첫차로 노란색 중고 클래식 스포츠카를 선물받고 잔뜩 들떠 있다. 이걸로 어떻게든 평소 짝사랑하던 미카엘라 베인즈에게 접근해서 작업을 걸어보려는 심산이다.
하지만 샘은 얼마 안 가 운전자도 없이 제멋대로 움직이는 자신의 자동차와 경찰차로 위장한 디셉티콘의 일원 바리케이드에게 쫓기는 신세가 되고, 거기에 미카엘라까지 휘말리게 된다. 절체절명의 순간, 두 사람의 눈 앞에서 샘의 자동차가 커다란 로봇으로 변신하여 두 사람을 구출한다. 알고 보니 샘의 자동차는, 오토봇의 일원이자 안경의 소유자를 찾아내서 경호하는 임무를 맡은 범블비가 위장하고 있었던 것이다.
두 사람과 범블비는 뒤이어 지구에 도착한 오토봇의 동료들과 합류한다.
그 무렵 정체불명의 컴퓨터 바이러스로 인해 전 세계 네트워크가 마비되어 모든 통신 수단이 무용지물이 된다. 인류의 반격이 생각보다 거세다는 것을 깨달은 디셉티콘이 조치를 취한 것. 미 국방장관을 비롯하여, 카타르 미군 특전사령부에서 천신만고 끝에 살아남은 윌리엄 레녹스 대위와 레인저 대원들, 에어 포스 원을 해킹한 범인을 추적하던 해킹 전문가들이 비밀기관 섹터7의 본부로 모이게 된다. 오래전부터 로봇 종족의 존재를 알아차리고 감시해 온 섹터7의 본부는 후버 댐의 지하에 위치해 있었는데, 놀랍게도 그 안에는 메가트론과 올스파크가 보관되어 있다. 과거 후버 대통령이 자신의 이름을 딴 댐을 세워서 올스파크를 은폐하고, 올스파크와 메가트론을 연구하기 위해 섹터7을 창설했던 것이다.
하지만 휴대폰으로 위장하여 숨어든 프렌지 때문에 올스파크의 위치가 발각되고 F-22 랩터 전투기로 위장한 스타스크림의 공격이 이어진다. 이 때문에 냉동 시설이 가동을 멈추면서 메가트론이 깨어난다. 그리고 마침내 기나긴 잠에서 깨어난 메가트론과 디셉티콘 일당이 총출동하여 오토봇 일행을 뒤따라오고, 결국 도심 한복판에서 오토봇과 디셉티콘 간 최후의 결전이 벌어진다.
하지만 고군분투하던 메가트론도 샘이 발동시킨 올스파크의 어마어마한 에너지를 심장부에 정통으로 맞고 숨을 거둔다. 디셉티콘을 물리치긴 했지만, 올스파크가 대부분 소진되어 버렸으니 로봇 종족들의 고향별 사이버트론을 회생시킬 기회는 사라져 버렸다.
옵티머스 프라임과 오토봇 일행은 미국 정부와 모종의 거래를 맺고 지구에 남기로 하고, 우주에 흩어져 있는 오토봇 동료들에게 지구를 찾아오라는 메시지를 전한다.샘과 미카엘라는 연인 사이가 되며 영화는 끝난다.

## 등장 인물
배역과 캐릭터는 크게 인간, 오토봇, 디셉티콘 영역으로 나눌 수 있다.

### 인간
- 샘 윗위키 : 인간측의 주인공으로서 후에 오토봇을 만나 그들과 함께 지구를 구한다. 역할은 배우 샤이아 러버프가 맡았고, 한국어 더빙은 성우 장민혁이 담당했다.
- 미카엘라 베인즈 : 처음에는 샘의 여자친구가 아니었으나 후에는 샘의 여자친구가 되고 샘, 오토봇과 함께 지구를 구하는데 동참한다. 역할은 배우 메건 폭스가 맡았고 한국어 더빙은 성우 유지원이 담당했다.
- 윌리엄 레녹스 대위 : 역할은 배우 조시 더멜이 맡았고 한국어 더빙은 성우 임채헌이 담당했다.
- 엡스 : 역할은 배우 타이리스 깁슨이 맡았고 한국어 더빙은 성우 홍진욱이 담당했다.
- 시모어 시몬스 : 역할은 배우 존 터투로가 맡았고 한국어 더빙은 성우 강구한이 담당했다.
- 매기 매드슨 : 역할은 배우 레이철 테일러가 맡았고 한국어 더빙은 성우 소연이 담당했다.
- 글렌 위트먼 : 역할은 배우 앤서니 앤더슨이 맡았고 한국어 더빙은 성우 이장원이 담당했다.
- 존 켈러 국방장관 : 역할은 배우 존 보이트가 맡았고 한국어 더빙은 성우 유강진이 담당했다.
- 톰 배너첵 : 역할은 배우 마이클 오닐이 맡았고 한국어 더빙은 성우 김정호이 담당했다.
- 로널드 윗위키 : 샘의 아빠이며 역할은 배우 케빈 던이 맡았고 한국어로 더빙은 성우 장광이 담당했다.
- 주디 윗위키 : 샘의 엄마이며 역할은 배우 줄리 화이트가 맡았고 한국어로 더빙은 성우 손정아가 담당했다.
- 바비 볼리비아 : 역할은 배우 버니 맥이 맡았고 한국어로 더빙은 성우 서문석이 담당했다.

### 오토봇/사이버트론
오토봇은 영웅적인 기질을 갖추었고 인간에게 우호적이다. 또한 민간인 차량과 인명구조 차량으로 구성되었으며(약간의 전투 차량도 있으나 인간 군인들 못지않게 군인 정신이 투철하며 디셉티콘만큼 파괴를 일삼지 않는다) 평화적이고 민주적이다. 다음은 트랜스포머에 등장하는 오토봇에 대한 자세한 설명이다. 대부분의 오토봇 차량은 쉐보레가 많으며 시리즈를 거듭할수록 쉐보레가 출시한 차량을 차용한 오토봇들이 등장한다.
- 옵티머스 프라임/콘보이(Optimus Prime): 구성 차량은 피터빌트 379 트레일러 트럭이다. G1 때부터 나왔던 전통적인 오토봇의 총사령관이며 오토봇 군단을 지휘한다. 디셉티콘 군단의 사령관인 메가트론과는 23년간 다퉈온 오랜 숙적이다. 정의롭고 민주적이며 모든 생명체에게는 자유가 보장되어야 한다는 폭넓은 박애 정신으로 인간들과 협력하고, 올스파크(큐브)로 지구를 지배하려는 디셉티콘을 막는다. 실사 극장판에서는 지구에 대해서 잘 모르기 때문에 다소 엉뚱한 면모를 보이기도 한다. 트랜스포머 사이의 전쟁에서 인간의 희생정신과 샘의 '희생 없는 승리는 없다'라는 말에 감동하여 인류를 도와주기로 결심한다. 미국의 더빙은 피터 컬런과 일본의 더빙은 겐타 텟쇼가, 대한민국의 더빙은 이정구가 맡았다.
- 범블비/범블(Bumblebee) : 구성 차량은 카메로 자동차이다. 더빙은 미국에서는 마크 라이언이, 한국은 최정호가 맡았다. 오토봇의 귀여운 재간둥이이다. 주인공인 샘 윗위키가 처음 구매한 카메로 차량이었으나 그 정체는 구식 카메로 차량으로 스캐닝한 상태의 범블비였다. 인간과 어울리는 것을 좋아하며 인간을 제일 친숙하게 생각하는 믿음직한 존재이다. 정보력이 뛰어나서 음성 재현부분이 메가트론의 공격으로 고장났기 때문에 영화의 거의 끝까지 라디오를 통한 수신으로 샘과 대화를 한다. 후반에는 음성 재현부분이 수리된 덕분에 말을 할 수 있게 되지만, 슬프게도 이후에는 말을 하는 모습을 못 보게 되었다. 오토봇의 가디언(친위대)이며 샘 윗위키를 디셉티콘으로부터 보호하고 함께 큐브를 찾으려는 노력을 계속한다. 보통은 괜찮지만 일단 깔보아서 자존심이 상하면 삐져버리기도 하는 성격이다. 미카엘라가 똥차라고 하자 바로 삐쳐서 둘을 버리고 가 새 차량을 스캔을 해서 새로운 차량 모델로 변형하였다.
- 재즈/마이스터(Jazz) : 구성 차량은 폰티악 솔스티스이다. 오토봇의 부관이자 No.2이다. 손은 날카롭지만 밝고 쾌활한 성격을 지니고 있으며 지구와 음악을 매우 좋아한다. 옵티머스 프라임의 두뇌와 보좌 역할을 하는 전사이다. 작지만 좋은 성격을 지닌 트랜스포머이다. 활발하며 힙합 스타일의 말투를 사용한다. 샘 윗위키의 '희생 없는 승리는 없다'라는 말처럼 메가트론 앞에서도 의지를 굽히지 않고 자신을 희생하면서 최후까지 저항했던 훌륭한 전사이다. G1에서는 특수 공작원의 역할을 하기도 했으며 시즌3에서는 레이싱 챔피언의 지위까지 오르기도 한다. 미국에서의 더빙은 데리어스 매크레이가, 한국은 박영재가 맡았다.
- 아이언하이드(Ironhide) : 구성 차량은 GMC 톱킥C4500이다. 오토봇의 무기 전문가로 옵티머스 프라임의 오른팔이다. 다혈질적인 성격으로 불만이 있는 사항에 물불 가리지 않고 돌격하는 성격의 소유자이다. 그만큼 옵티머스 프라임을 제일 존경하고 잘 따른다. 대원들 중 누구보다도 정의에 대한 마음이 강한 트랜스포머지만 생각하는 것보다는 행동이 먼저 앞서기 때문에 돌발 사고를 일으킬 위험이 다분하기도 하다. 화력에 있어서는 지구에 있는 오토봇 중에 제일 강력하다. 옵티머스와 제일 의사소통이 많으며 그만큼 타인을 지휘는 능력이 뛰어나다. 옵티머스 프라임의 부재시에는 임시로 총책임을 맡기도 한다. 더빙은 미국에서는 제스 하넬이, 한국에서는 이광수가 맡았다.
- 라쳇(Rachet) :구성 차량은 험머 H2(구급차)이다. 오토봇의 치료를 담당한다. 주로 과학과 의료 쪽에 능숙하여 부상당한 오토봇 대원 등의 진료 및 치유, 각종 기구 제작 등이 가능하며 위급한 상황에는 항상 긴급 출동한다. 더빙은 미국에서는 로버트 폭스워스가, 대한민국은 서문석이 맡았다.

#### 코믹스, 게임판, 장난감 전용
영화에는 등장하지 않고 코믹스, 게임판, 장난감으로만 등장하는 오토봇. 이 가운데 알시, 롱암, 랜드마인은 영화에서 차량으로만 등장하며 알시는 후속작 패자의 복수에 정식으로 등장한다.
- 클리프점퍼/클리프(Arcee)
- 알시(Arcee)
- 롱암(Longarm)
- 랜드마인(Landmine) : 구성은 섹터7의 경장갑 차량.
- 이백(Evac)
- 윙블레이드(Wingblade)
- 캠샷(Camshaft) : 스윈들의 오토봇 버전. 게임판에서 디셉티콘 측의 적병으로 등장한다.

### 디셉티콘/데스트론
디셉티콘은 전형적인 악의 세력으로 인간을 싫어한다. 전투 차량으로 구성되어 있으며 파괴적이고 독재적이다. 다음은 트랜스포머에 나오는 디셉티콘에 관한 자세한 설명이다.
- 메가트론 (Megatron) : 구성 차량은 사이버트론 우주전투기이다. G1 때부터 나왔던 전통적인 디셉티콘의 사령관이다. 큐브를 찾기 위해 지구로 왔다. 빙하에 빠져 얼음속에 봉인되고 후에 윗위키의 고조할아버지에게 발견된다. 미국 정부가 메가트론을 가지고 nbe-1으로 부르며 그의 신체를 연구함으로써 인류의 수많은 기기들을 창조되는 데 도움이 준다. 하지만 프렌지의 섹터7 잠입으로 인하여 냉동에서 풀려나게 되고 지구 파괴를 감행한다. 메가트론의 목적은 큐브를 손에 넣어 지구에 새로운 디셉티콘 군단을 늘려 지구를 정복하는 것이다. 옵티머스 프라임과는 오랜 숙적관계에 있다. 더빙은 미국에서는 휴고 위빙이, 대한민국에서는 심승한이 맡았다.
- 스타스크림(Starscream) :구성 차량은 F-22 랩터 전투기이다. 디셉티콘의 항공 사령관이다. G1때부터 그렇듯 메가트론이 지휘권을 잡고 있는 것을 불만으로 여기며 메가트론을 누르고 디셉티콘을 지배할 야망을 지닌 No.2지만 메가트론이 깨어난 뒤부터 메가트론에게 억눌릴 수밖에 없었으며 새로운 기회를 노린다. 더빙은 미국에서는 찰리 애들러가, 대한민국에서는 이장원이 맡았다.
- 프렌지(Frenzy) : 구성 기기는 CD라디오(머리는 휴대폰)이다. 더빙은 미국에서는 리노 윌슨이 맡았다. 디셉티콘의 정보병이다. 두뇌가 놀라울 정도로 천재적이며 최첨단 슈퍼컴퓨터가 20년간 해킹해도 부족할 분량도 둘로 갈라지는 팔로 단 10초만에 해치워 버리는 무서운 실력을 지니고 있다. 데이터 해킹과 잠입미션에 있어서는 프렌지를 능가할 자가 없다. 초반에 바리케이드와 협력하에 샘 윗위키의 고조할아버지가 쓰던 안경을 빼앗으려고 노력했다.
- 바리케이드(Barricade) : 구성 차량은 셀렌 S281 머스탱 경찰차이다. 디셉티콘의 오리지널 전사이다. 프렌지와 함께 메가트론의 무장 정찰대원으로 초반에 프렌지와 협력하에 샘 윗위키의 고조할아버지가 쓰던 안경을 빼앗으려고 노력했다. 더빙은 미국에서는 제스 하넬이 맡았다.
- 본 크러셔(Bone Crusher) : 구성 차량은 버팔로-H 군용 비클(지뢰제거용)이다. G1에서는 디셉티콘 내 부대에 있는 컨스트럭티콘 건설부대 소속이었으나 여기서는 군용 차량으로 변형하는 단독적인 트랜스포머로 나온다. 고속도로에서 매우 빠른 속도로 버스를 단숨에 부숴버리고 옵티머스 프라임과 사투를 벌이는 장면으로 사람들을 사로잡았던 트랜스포머이다. 더빙은 미국에서는 짐 우드가 맡았다.
- 브라울(Brawl) :구성 차량은 M1 에이브람스 탱크C(커스텀)이다. G1에서는 디셉티콘 내 부대에 있는 용병부대 컴뱃티콘 중 하나였던 병사였으나 이번엔 전투와 전쟁, 그리고 파괴만을 위해서 태어난 피에 굶주린 디셉티콘의 병사로 등장한다. 영화에서는 브라울이 아닌 '디베스테이터'라는 합체병사 이름으로 등장한다.
- 블랙아웃/서치(Blackout) : 구성 차량은 MH-53 페이브 로우 헬리콥터이다. 디셉티콘의 오리지널 전사로 전투 헬기로 변형하기도 한다. 내부에 격납된 스콜포녹과 함께 카타르에 있는 군사기지를 습격하여 A급 군사 기밀정보들을 모조리 빼내온다. 리더인 메가트론을 위해서라면 폭력을 마다하지 않는 잔혹하고 무자비한 트랜스포머로 일명 카타르의 악몽을 일으킨 장본인이다.
- 스콜포녹/메가자락(Scorponok) :구성 기기는 기계 전갈이다. 디셉티콘의 충실한 전사이다. 유일하게 로봇모드로 변형이 안 되는 트랜스포머로, 평상시에는 블랙아웃에 격납되어 있으며 카타르 작전에서 살아남은 생존자들을 습격한다. 그러다가 미군부대의 공습으로 인해 망가진 꼬리를 떼고 사막의 모래 속에 숨어서 퇴각한다.

#### 코믹스, 게임판, 장난감 전용
영화에는 등장하지 않고 코믹스, 게임판, 장난감으로만 등장하는 디셉티콘.
- 레키지(Wreckage)
- 선더크래커(Thundercracker)
- 사운드웨이브(Soundwave)
- 쇼크웨이브/레이저웨이브(Shockwave)
- 스토케이드(Stockade)
- 제트스톰(Jetstorm)
- 인시너레이터(Incinerator)

SECTOR SEVEN ARG라는 2006~2007 실사영화를 홍보하기 위한 대체현실게임이 있었다.
섹터 세븐은 그들이 조사해온 신비한 변신 로봇들에 대한 섹터 세븐의 명칭이다. 그들은 백 년 전에 얼음 밖에서 첫 번째 로봇을 파냈고, 그 이후로 다른 로봇들이 도착할 수 있도록 준비해왔다. 그 명칭은 정부가 생물학적인 외계인들에 대해서도 알고 있다는 것을 암시하는 것 같다.
각 N.B.E.는 발견 순서에 따라 식별 번호를 부여받았다 :
- N.B.E.01-Megatron 메가트론
- N.B.E.02-Bumblebee (originally given to Optimus Prime)

범블비 (원래는 옵티머스 프라임이였다)
- N.B.E.03-Wreckage 렉케이지
- N.B.E.04-Barricade 바리케이드
- N.B.E.23-Blackout 블랙아웃

다음은 섹터 세븐의 대체 리얼리티 게임에만 등장한다 :
- N.B.E.08-Grimlock 그림록 다이노봇
- N.B.E.57-Laserbeak 레이저비크
- N.B.E.115-Reflector 리플텍터
- N.B.E.125-Kickback 킥백 인섹티콘
- Undefined N.B.E.A684-Cliffjumper Bumblebee ("3-point match to N.B.E.-2") 클리프점퍼 또는 범블비 (G1 디자인)

미국정부의 비밀안보군사조직인 "SECTOR SEVEN" 이라는 조직에서 실제로 존재하는 사이버트로니안들을 실사영화, G1 마블코믹스와 카툰로 그들을 "트랜스포머" 라는 허구의 작품으로 만들어서 은폐한다. 이와 비숫하게
일본 애니메이션 마크로스 시리즈처럼 극중극 설정을 가지고 있다.
(출처:TF WIKI,정보는 비영리목적으로 사용합니다.)

## 한국어 더빙 성우진 (KBS, 2009년 12월 27일)
- 장민혁 - 샘 윗위키(샤이아 라보프)
- 유지원 - 미카엘라 베인즈(메건 폭스)
- 이정구 - 옵티머스 프라임(피터 컬런)
- 심승한 - 메가트론(휴고 위빙)
- 최정호 - 범블비(마크 라이언) / 도넬리 상사(잭 워드) / 학교 선생님(피터 제이콥슨)
- 강구한 - 시모어 시몬스 요원(존 터투로) / 브링햄 제독(크리스 엘리스)
- 임채헌 - 윌리엄 레녹스 대위(조시 더멜)
- 유강진 - 존 켈러 국방장관(존 보이트)
- 장광 - 론 윗위키(케빈 던) / 아치볼드 윗위키(윌리엄 모건 셰퍼드) / 보안국장(톰 에버렛)
- 손정아 - 주디 윗위키(줄리 화이트)
- 홍진욱 - 로버트 엡스(타이리스 깁슨)
- 김정호 - 톰 배너첵(마이클 오닐) / 4성 장군(스티븐 포드) / 미국 대통령
- 소연 - 매기 매드슨(레이철 테일러) / 새라 레녹스(서맨사 스미스)
- 서문석 - 라쳇(로버트 폭스워스) / 바비 볼리비아(버니 맥) / 샤프 대령(글렌 모샤워)
- 박영재 - 재즈(데리어스 매크레이) / 조지 '피그' 피겨로아(아마우리 놀라스코)
- 이장원 - 스타스크림(찰리 애들러) / 바리케이드(제스 하넬) / 글렌 휘트먼(앤서니 앤더슨)
- 이광수 - 아이언하이드(제스 하넬) / 2성 장군(마이클 샤무스 윌리스)

## 같이 보기
- 트랜스포머: 더 게임
- 트랜스포머 (만화)